# Simon Simonis
Simon Simonis, född 23 juli 1966, är en cypriotiska bågskytt. Han deltog vid olympiska sommarspelen 1992.